# Cheilotrichia kuranda
Cheilotrichia kuranda là một loài ruồi trong họ Limoniidae. Chúng phân bố ở miền Australasia.